# 玛雅·黛伦
马娅·德伦（英語：Maya Deren，1917年4月29日—1961年10月13日），美国电影导演、演员、电影理论家、电影编辑、制片人、人类学家、舞蹈家及诗人。她制作的实验电影对美国先锋电影产生了重要影响。
德伦原名埃莱奥诺拉·杰连科夫斯卡娅（烏克蘭語：Елеоно́ра Деренко́вська），1917年生于乌克兰基辅的一个犹太家庭。父亲是心理医生，家境富裕，由于支持托派和苏联反犹于1922年举家迁徙至美国，居住在纽约。马娅自小受美国教育，先后在纽约大学和史密斯学院获得学士和硕士学位。
40年代初跟随非裔舞蹈家凯瑟琳·邓翰来到洛杉矶，遇见流亡的捷克导演亚历山大·哈米德（Alexandr Hackenschmied），兩人相恋及結婚。德伦於此時改名“马娅”，由哈米德是所起，意为“水”。兩人合作拍摄了《午后之网》。1944年两人定居纽约，在格林威治村租了公寓，专注于艺术创造，认识了法国女作家阿娜依斯·宁、美国作家亨利·米勒等。在她拍片中，曾与约翰·凯奇、马塞尔·杜尚等人合作。
1946年马娅借格林威治村某剧院举办首次个展，放映《三部被遗弃的电影》，即《午后之网》、  《在陆地》与《为摄影机的舞蹈学研究》，成功地展示了“先锋性”。学者比尔·尼可斯评价她说：“马娅扮演了影界的普罗米修斯的角色，从好莱坞的众神手中盗来了火把，照亮了那些不被众神认同的人们。”